# Муфта з тороподібною оболонкою

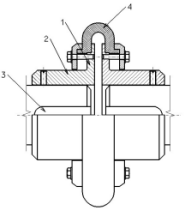
Конструкція муфти з тороподібною оболонкою

Му́фта з тороподі́бною оболо́нкою — пружна муфта зі сталим сполученням, ведучий і ведений диски якої змонтовані на кінцях валів, що сполучаються, а диски зв'язані за допомогою гумової оболонки з тороїдальним профілем. 
Півмуфти ведуча і ведена (1) у вигляді дисків, що встановлені своїми маточинами (2) на кінцях валів з використанням шпонкового з'єднання (3). Пружний елемент (4) муфти, що має форму автомобільної шини встановлений і закріплений по периметру дисків гвинтами і додатковими кільцями. Оболонку виготовляють із гуми, армованої спеціальним  кордом. При навантаження муфти пружний елемент працює на кручення. Така конструкція надає муфті великої енергомісткості та значних компенсаційних можливостей (радіальне зміщення валів Δr ≈ 2...6 мм, кутове зміщення валів Δα ≈ 2...6°, кут закручування до 5...30°).
Дослідження показують, що навантажувальна здатність муфти обмежується втратою стійкості і втомою гумової оболонки. У першому наближенні рекомендується провести розрахунок міцності оболонки за напруженнями зсуві у перерізі біля затиску (по D1):
{\displaystyle \tau ={\frac {2MK}{\pi D_{1}^{2}\delta }}\leq [\tau ],}
де M — крутний момент, що передається муфтою;
K — динамічний коефіцієнт навантаження;
δ — товщина гумової оболонки.
За експериментальними даними, [τ] ≈ 0,4 МПа.
Діаметральні  габаритні розміри таких муфт більші, ніж пружних муфт інших типів. Муфти з пружною оболонкою стандартизовані (ДСТУ 2124-93) для валів із діаметром dв = 14...200 мм і крутних моментів M = 20...25000 Η·м, ККД муфти η ≈ 0,98. 